# Nostima semialata
Nostima semialata är en tvåvingeart som först beskrevs av Collin 1913.  Nostima semialata ingår i släktet Nostima och familjen vattenflugor. Inga underarter finns listade i Catalogue of Life.